# Comitatul El Dorado, California
Comitatul El Dorado, conform originalului din engleză, El Dorado County, este unul din comitatele din statul California al Statelor Unite ale Americii. Unul din comitatele originare, fiind fondat în 1850, odată cu admiterea Californiei în Uniune, comitatul are codul FIPS 05 - 017 și sediul în localitatea Placerville.